# No Such Thing
"No Such Thing" er den første single udgivet af John Mayer. Singlen er udgivet fra albummet Room for Squares (2001). Sangen er skrevet i samarbejde med Clay Cook. 

Foruden "No Such Thing" er der 3 andre sange på CD-singlen. Den ene af sangene er "Lenny", som man også kan høre på Mayers Livealbum Any Given Thursday. 

"No Such Thing" findes også på John Mayers første album Inside Wants Out.

## Spor
Alle sange er skrevet af John Mayer, undtagelser er markeret.
1. "No Such Thing" (John Mayer & Clay Cook) – 3:51
2. "My Stupid Mouth" – 3:45
3. "Lenny (Live At The X-Lounge)" (Stevie Ray Vaughan) – 2:09
4. "The Wind Cries Mary (Live At The X-Lounge)" (Jimi Hendrix) – 3:36